# Type 54 (siluro)
Il Type 54 (in giapponese Goyon shiki gyōrai) era un siluro pesante giapponese per motosiluranti, cacciatorpediniere, e sottomarini. Venne realizzato in quattro versioni, e fu il primo siluro di produzione nazionale fabbricato in Giappone nell'immediato dopoguerra. 
In fase di sviluppo gli fu assegnata la designazione G-1, e all'ultima versione definitiva venne data la sigla G-1-4B.

## Storia e sviluppo
Inizialmente la  JMSDF adottò, a partire dal 1955, i siluri americani Mk 14 da 530 mm, tuttavia già in precedenza si era stabilito un piano nel 1950 per sviluppare un siluro progettato e costruito interamente in Giappone per l'impiego su motosiluranti, cacciatorpediniere e sottomarini. Il gruppo Mitsubishi Heavy Industries fu incaricato di realizzare il progetto, poiché durante la Seconda guerra mondiale si era occupato della fabbricazione dei siluri della Marina Imperiale, e perciò aveva le necessarie competenze. Altre aziende giapponesi furono coinvolte nel programma per la costruzione delle batterie del motore, e anche la NEC partecipò occupandosi delle parti elettroniche. Nel 1955 fu completato il primo prototipo che era ispirato al siluro tedesco G7es Zaunkönig, ed era dotato di sistema di guida acustico e motore elettrico. 
In totale furono realizzate 4 versioni: Type 54 Model 1, Type 54 Model 2, Type 54 Model 3, e Type 54 Model 3 Kai 1. Il primo, il Type 54 Model 1, fu sviluppato per le motosiluranti, ma alcuni difetti che furono corretti portarono alla realizzazione della successiva versione Type 54 Model 2. Ulteriori miglioramenti furono apportati con il Type 54 Model 3 che divenne la versione definitiva, prodotta dal 1960 al 1966. La versione Type 54 Model 3 Kai 1 fu sviluppata per l'uso sui sottomarini, ma venne impiegata anche dai cacciatorpediniere. I test furono completati nel 1966, e terminarono con successo comportando l'adozione e l'impiego operativo. 
In conclusione lo sviluppo delle diverse versioni iniziò nel 1953 e si concluse soltanto nel 1966, dopo numerosi esperimenti e valutazioni.

## Caratteristiche tecniche
Il Type 54 è un siluro pesante lungo 7,6 metri, con un diametro di 533 mm, e un peso di 1.600 kg. La propulsione è fornita da un motore elettrico a corrente continua da 33 kW (equivalenti a 44 CV) alimentato da una batteria al piombo. 
Il sistema di guida è acustico, e nel Model 3 era costituito da un sistema di guida acustica passiva tridimensionale che utilizzava un ricevitore con elementi magnetostrittivi.